# Chilanga
Chilanga – miasto w południowej Zambii, w Prowincji Lusaka. Według danych szacunkowych na rok 2010 liczyło 18 632 mieszkańców.